# Yaté
Yaté (in francese: Yaté, in canaco: Ĵathe) è un comune della Nuova Caledonia nella Provincia del Sud.
È il comune più esteso della Nuova Caledonia e il 15° dell'intera Francia, raggiungendo una superficie di 1.338,4 km².